# أوسكار كلاين
أوسكار بنيامين كلاين عالم فيزيائي سويدي ولد في 15 سبتمبر 1894 وتوفي في 5 فبراير 1977.

## حياته
ولد العالم أوسكار كلاين ولد في ستوكهولم، نجل حاخام ستوكهولم غوتليب كلاين. درس في معهد نوبل في سن مبكرة. اندلعت الحرب العالمية الأولى وتم تجنيده في الجيش. في عام 1917 عين أستاذا في جامعة ميشغين في آن أربر.

## حياته المهنية
عين أوسكار محاضر في جامعة لوندعام 1926 وفي عام 1930 قدم له عرض وظيفي من جامعة كلية ستوكهولم في مجال الفيزياء، حصل على ميدالية ماكس بلانك في عام 1959. تقاعد كمدرس فخري في عام 1962.

## إنجازاته
- نظرية كلين عام 1938.
- اقترح نموذج بوسون (التحلل الإشعاعي).
- تطوير نظرية كلوزا-كلاين

## تكريمه
- محاضرة أوسكار كلاين التذكارية.التي تعقد سنويا في جامعة ستوكهولم.
- مركز أوسكار كلاين للفيزياء في ستوكهولم.

## وصلات خارجية
O'Connor، John J.؛ Robertson، Edmund F.، "أوسكار كلاين"، تاريخ ماكتوتور لأرشيف الرياضيات